# Sclerobelemnon theseus
Sclerobelemnon theseus is een Pennatulaceasoort uit de familie van de Kophobelemnidae. De wetenschappelijke naam van de soort is voor het eerst geldig gepubliceerd in 1959 door Bayer.